# William Auld
William Auld (6. listopadu 1924 – 11. září 2006) byl skotský profesor, jeden z největších esperantských básníků.[zdroj⁠?!]
Jeho básně vycházely v řadě esperantských časopisů a revuí. Část jeho díla vyšla ve sbírce Kvaropo. Jeho nejvýznamnějším dílem je La infana raso (Dětská rasa), epopej o 25 zpěvech, obsahující celou filozofii autora. Je také významným překladatelem (Tolkien, Doyle aj.).
Auld redigoval různé esperantské časopisy: Esperanto en Skotlando (1949-1955), „Esperanto“ de UEA (1955-1958, 1961-1962), Monda Kulturo (1962-1963), Norda Prismo (1968-1972), La brita esperantisto (1973-1999), Fonto (1980-1987). Spolupracoval s Monato do 1998.
Byl místopředsedou Světového esperantského svazu (1977-1980) a předsedou Esperantské akademie (1979-1983). Byl také čestným předsedou Esperantského PEN-klubu.

## Díla

### Básnické sbírky
- Spiro de l' pasio (Dech vášně - ve sbírce Kvaropo 1952)
- La infana raso (Dětská rasa, 1956)
- Unufingraj melodioj (Jednoprsté melodie, 1960)
- Humoroj (Nálady, 1969)
- Rimleteroj (Rýmované portréty, s M. Boultonovou, 1976)
- El unu verda vivo (Z jednoho zeleného života, 1978)
- En barko senpilota (V bárce bez lodivoda, 1987)
- Unu el ni (Jeden z nás, 1992)

Antologioj (Antologie):
- Angla antologio 1000–1800 (Anglická antologie, 1957)
- Esperanta antologio (Esperantská antologie, 1887-1957) (1958/1984)
- 25 jaroj (25 roků, 1977)
- Skota antologio (Skotská antologie, 1978)
- Sub signo de socia muzo (Pod znamením společenské múzy, 1987)
- Nova Esperanta Krestomatio (Nová esperantská krestomatie, 1991)
- Plena poemaro: Mihxalski (Úplné básnické dílo Michalského, red. 1994)
- Tempo fugxas (Čas utíká, 1996)

### Překlady

#### Z angličtiny
- La balenodento , (Velrybí zub) - Jack London (1952)
- Epifanio , (Epifanie) - Shakespeare (1977)
- La urbo de terura nokto , (Město hrozné noci) - James Thomson (1977)
- Don Johano, Kanto 1 , (Don Juan, zpěv první) - George Gordon Byron (1979)
- La robaioj de Omar Kajam (Čtyřverší Omara Chajjáma) - Edward Fitzgerald (1980)
- La sonetoj , (Sonety) - Shakespeare (1981)
- Fenikso tro ofta , (Příliš častý Fénix) - Christopher Fry (1984)
- Montara vilagxo , (Horská vesnice) - Chun-chan Je (1984)
- La graveco de la Fideligxo (Jak je důležité mít filipa) - Oscar Wilde (1987)
- La komedio de eraroj (Komedie omylů) - Shakespeare (kun Asen M. Simeonov, 1987)
- Omagxoj. Poemtradukoj (Oslavy. Překlady básní, 1987)
- Gazaloj (Gazely) - Háfíz (1988)
- Spartako (Spartakus) - Leslie Mitchell (1993)
- La stratoj de Asxkelono (Ulice Askalonu) - Harry Harrison)
- La kunularo de l' ringo (Společenstvo prstenu) - J.R.R.Tolkien (1995)
- La du turegoj (Dvě věže) - J.R.R. Tolkien (1995)
- Reveno de la reĝo (Návrat krále) - J.R.R. Tolkien (1995)
- La ĉashundo de Baskerviloj (Pes baskervillský) – Arthur Conan Doyle

#### Ze skotštiny
- Kantoj, poemoj kaj satiroj (Zpěvy, básně a satiry) - Robert Burns (překlad s R. Rossettim, 1977)

#### Ze švédštiny
- Aniaro, od Harry Martinson (kun Bertil Nilsson, 1979)

### Zpěvníky
- Floroj sen kompar' (Nesrovnatelné květy) (s Margaret Hill, 1973)
- Kantanta mia bird' (Zpívající můj ptáček) (s Margaret Hill, 1973)
- Dum la noktoj (Během nocí) (s Margaret a David Hill, 1976)

### Učebnice
- Esperanto: A New Approach (1965)
- Pasxoj al plena posedo (Kroky z úplnému zvládnutí) (1968)
- A first course in Esperanto (1972)
- Traduku! (Přelož!) 1993)

### Eseje
- Facetoj de Esperanto (Rysy esperanta) (1976)
- Pri lingvo kaj aliaj artoj (O jazyce a jiných uměních) (1978)
- Enkonduko en la originalan literaturon de Esperanto (Úvod do původní esperantské literatury) (1979)
- Vereco, distro, stilo (Opravdovost, zábava, styl) (1981)
- Kulturo kaj internacia lingvo (Kultura a mezinárodní jazyk) (1986)
- La fenomeno Esperanto (1988)
- La skota lingvo, hodiaux kaj hieraux (Skotština dnes a včera) (1988)

### Smíšené
- Pajleroj kaj stoploj: elektitaj prozajxoj (Paběrky a třísky, vybraná próza) (1997)

### Jubilejní knihy
- Lingva Arto. Jubilea libro omagxe al Wiliam Auld kaj Marjorie Boulton. (Jazykové umění. Jubilejní kniha na počest W. Aulda a M. Boulton) Benczik Vilmos, (1999, red.), Rotterdam: Universala Esperanto-Asocio, 217 p. ISBN 92-9017-064-6